# 923
| Calendário gregoriano                                                        | 923 CMXXIII                                          |
| Ab urbe condita                                                              | 1676                                                 |
| Calendário arménio                                                           | 372 – 373                                            |
| Calendário bahá'í                                                            | -921 – -920                                          |
| Calendário budista                                                           | 1467                                                 |
| Calendário chinês                                                            | 3619 – 3620 Início a 20 de janeiro (aproximadamente) |
| Calendário copta                                                             | 639 – 640                                            |
| Calendário etíope                                                            | 915 – 916                                            |
| Calendários hindus - Vikram Samvat - Calendário nacional indiano - Cáli Iuga | 978 – 979 844 – 845 4023 – 4024                      |
| Calendário Holoceno                                                          | 10923                                                |
| Calendário islâmico                                                          | 310 – 311                                            |
| Calendário judaico                                                           | 4683 – 4684                                          |
| Calendário persa                                                             | 301 – 302                                            |
| Calendário rúnico                                                            | 1173                                                 |
| Calendário solar tailandês                                                   | 1466                                                 |

923  (CMXXIII, na numeração romana) foi um ano  comum, do século X do Calendário  Juliano, da Era de Cristo, teve início a uma  quarta-feira, terminou também a uma quarta-feira, e a sua letra dominical foi E (52 semanas).
No território que viria a ser  o reino de Portugal estava em vigor a Era de César que já contava  961 anos.
| Ano completo                        |
| ----------------------------------- |
| Ano comum com início à quarta-feira |

## Nascimentos
- Rei Edredo de Inglaterra.
- Suzaku, 61º imperador do Japão.

## Mortes
- Raimundo II de Tolosa e Ruergue (n. 870) foi conde de Tolosa e de Ruergue.
- 15 de junho - Roberto I de França n. 865, foi um rei francês, da dinastia carolíngia.